# Ciro D. Rodríguez
Ciro Davis Rodríguez (Piedras Negras, 9 de diciembre de 1946) es un político estadounidense nacido en México, quien fue Miembro de la Cámara de Representantes de los Estados Unidos por Texas. 

## Biografía
Nació en Piedras Negras, en el Estado de Coahuila en México, en diciembre de 1946, como uno de los seis hijos del matrimonio conformado por Luvin Rodríguez y Aurora Davis. La familia Rodríguez viajó constantemente entre México y Estados Unidos, antes de establecerse definitivamente en San Antonio (Texas), donde su padre trabajó como obrero en unidades de refrigeración industrial.
Cuando su madre murió en 1950, a la edad de 13 años Rodríguez abandonó el colegio y trabajó en una estación de gasolina por un año antes de regresar a la escuela. Finalmente, se graduó en 1966 de la Harlandale High School y luego asistió brevemente al San Antonio College, pero después ingresó a la Universidad de Santa María, de donde se graduó con una licenciatura en Ciencias Políticas. También realizó una Maestría en Trabajo Social en la Universidad Nuestra Señora del Lago.
Comenzó su carrera laboral en el sector educativo, siendo, entre 1975 y 1987, miembro de la junta del Distrito Escolar Independiente de Harlandale, además de trabajar como consultor educativo para la Asociación de Investigación de Desarrollo Intercultural y como asistente social en el Departamento de Salud Mental y Retraso Mental. De 1987 a 1996, enseñó en la Escuela de Servicio Social Worden de la Universidad de Our Lady of the Lake, la escuela de Trabajo Social más antigua de Texas.
Afiliado al Partido Demócrata, en 1987 fue elegido como miembro de la Cámara de Representantes de Texas por el 118.° distrito en la 70.° legislatura. Sirvió por seis legislaturas hasta 1997, cuando fue elegido en elecciones especiales del 28.° distrito de Texas a la Cámara de Representantes, tras la muerte del titular Frank Tejada. Como no obtuvo la mayoría necesaria en la primera vuelta, fue a segunda vuelta contra el también demócrata Juan F. Solís III, a quien derrotó con 19.992 votos, el 66,68% del total. Sin embargo, la abstención fue del 91%.
Fue reelegido con alrededor del 90% de los votos en las elecciones de 1998 y de 2000, frente a un solo candidato libertario, así como con el 71,1% de los votos en los comicios de 2002. En las elecciones primarias de 2004, para elegir candidato demócrata, perdió la nominación contra Henry Cuéllar, más conservador, quien obtuvo una ventaja de 58 votos sobre Rodríguez de un total de 48.000 votos.
En las elecciones de 2006 no pudo recuperar su escaño ante Cuéllar, por lo que optó por buscar la elección en el 23.° distrito. En tales comicios, quedó segundo en primera vuelta con el 19,9% de los votos, muy lejos del titular Henry Bonilla, que ganó el 48,6% de los votos; aun así, gracias a la baja participación, logró dar la sorpresa en segunda vuelta y fue elegido con el 55% de los votos. Fue reelegido con éxito en las elecciones de 2008.
Perdió su escaño en el Congreso en el marco de la Ola del Tea Party de 2010, frente al Republicano Francisco «Quico» Canseco, quien obtuvo el 49,4% frente al 44,4% de Rodríguez. En las elecciones de 2012 intenta regresar al Congreso, ganando la primera vuelta con el 46% de los votos frente a Pete Gallego (41% de los votos), pero perdiendo sorpresivamente en la segunda vuelta frente a Gallego por la mínima diferencia.